# Tomás António da Guarda Cabreira
Tomás António da Guarda Cabreira Correia da Silva da Ponte e Alvelos Drago Valente de Faria (Castro Marim, 20 de Outubro de 1792 – Faro, 21 de Novembro de 1834), 1.º Conde de Lagos e 1.º Visconde do Vale da Mata, foi um militar português.
Era filho de João da Guarda Cabreira e de sua mulher Mariana Dorotea Ledó y Ponce de León y Silva, n. 28.12.1764.
Casou a 17 de Dezembro de 1817, com Ana Paula Vizetto, filha de António Vicente Vizetto, de origem italiana, e de sua mulher Catarina Máxima do Espírito Santo Arez, com descendência.
Durante as Lutas Liberais, foi marechal-de-campo de D. Miguel I e responsável pela defesa do Algarve contra as tropas de D. Pedro IV.
Estava em Faro quando se dá a Convenção de Évora Monte, tendo aí sido preso e morto, assassinado na cadeia, por defender a causa miguelista.
Foi pai de um General com o mesmo nome e avô de Tomás Cabreira e António Tomás Cabreira.